# Rjosuke Jamanaka
Rjosuke Jamanaka (japonsky 山中 亮輔, * 20. dubna 1993) je japonský fotbalista.

## Klubová kariéra
S kariérou začal v japonském klubu Kashiwa Reysol. Hrával za JEF United Chiba, Yokohama F. Marinos a Urawa Red Diamonds.

## Reprezentační kariéra
Jeho debut za A-mužstvo Japonska proběhl v zápase proti Kyrgyzstánu 20. listopadu 2018. Jamanaka odehrál za japonský národní tým v letech 2018–2019 celkem 2 reprezentační utkání.

## Statistiky
| Japonsko | Japonsko | Japonsko |
| Roky     | Záp.     | Góly     |
| -------- | -------- | -------- |
| 2018     | 1        | 1        |
| 2019     | 1        | 0        |
| Celkem   | 2        | 1        |

## Úspěchy

### Klubové
Kashiwa Reysol
- J1 League: Vítěz; 2013
- Císařský pohár: Vítěz; 2012

### Reprezentační
- AFC U-23 Championship: ; 2016